# Betty Lennox
Betty Lennox, née Betty Bernice Lennox le 4 décembre 1976 à Oklahoma City, Oklahoma, est une joueuse professionnelle de basket-ball, championne WNBA 2004.

## Carrière universitaire
Lennox évolue à Trinity Valley Community College à Athens, Texas, où son équipe remporte le titre de champion de Junior College National lors de la saison 1996-1997. Lennox intègre ensuite l'Université Louisiana Tech, dont elle sort diplômée en 2000. Elle mesure 1,73 mètre et évolue au poste d'ailière.

## Carrière WNBA
Lennox est sélectionnée par le Lynx du Minnesota au sixième rang de la draft 2000 devenant WNBA Rookie of the Year (débutante de l'année) en 2000.
Le 13 juin 2002, les Lynx transfèrent Lennox avec un premier tour de draft 2003 aux Miami Sol en échange de Tamara Moore et un second tour de draft 2003. À l'issue de la saison 2002, le Sol de Miami font faillite et Lennox est choisie par les Cleveland Rockers lors de la draft de dispersion 2003. Quand les Rockers font faillite à leur tour à la fin de la saison 2003, Lennox intègre de nouveau la draft de dispersion avant la saison 2004. Cette fois-ci, elle est sélectionnée par le Storm de Seattle.
Lennox mène les Seattle Storm au titre de championnes WNBA 2004 face aux Sun du Connecticut. Elle est nommée MVP des Finales. Betty Lennox réalise une moyenne de 22,3 points durant cette période menant les Storm au titre de champion. Elle passe ensuite un an au Fever puis deux saisons avec les Sparks.
En 2011, le Shock de Tulsa se sépare d'elle avant le début de saison.

## Carrière internationale

### Europe
- 2001-2002 :  Elizur Holon
- 2006-2007 :  Lotos Gdynia
- 2007-2008 :  AEL Limassol
- 2008-2009 :  Nadejda Orenbourg

### WNBA
- 2000-2002 : Lynx du Minnesota
- 2002 : Sol de Miami
- 2003 : Rockers de Cleveland
- 2004-2007 : Storm de Seattle
- 2008 : Dream d'Atlanta
- 2009-2010 : Sparks de Los Angeles
- 2011: Shock de Tulsa

### Distinctions personnelles
- Rookie de l'année de la saison 2000[3]
- MVP des finales en 2004[4]
- Second meilleur cinq de la WNBA (2000)